# Castelo de Bannegon

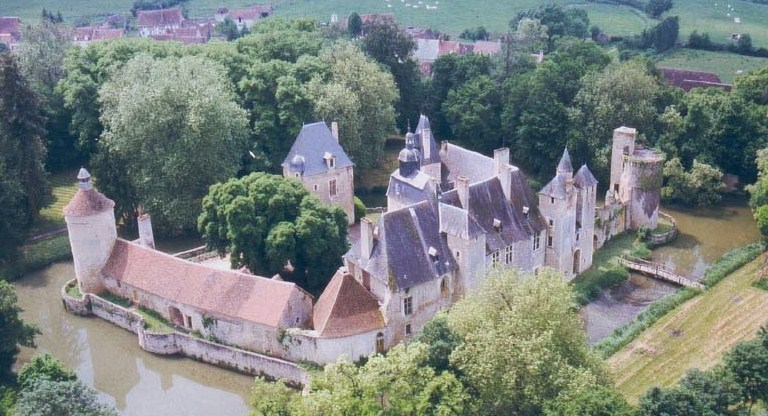

O Château de Bannegon é um castelo em ruínas na comuna de Bannegon, no departamento de Cher, na França.
 

Está classificado desde 1965 como um monumento histórico pelo Ministério da Cultura da França. 

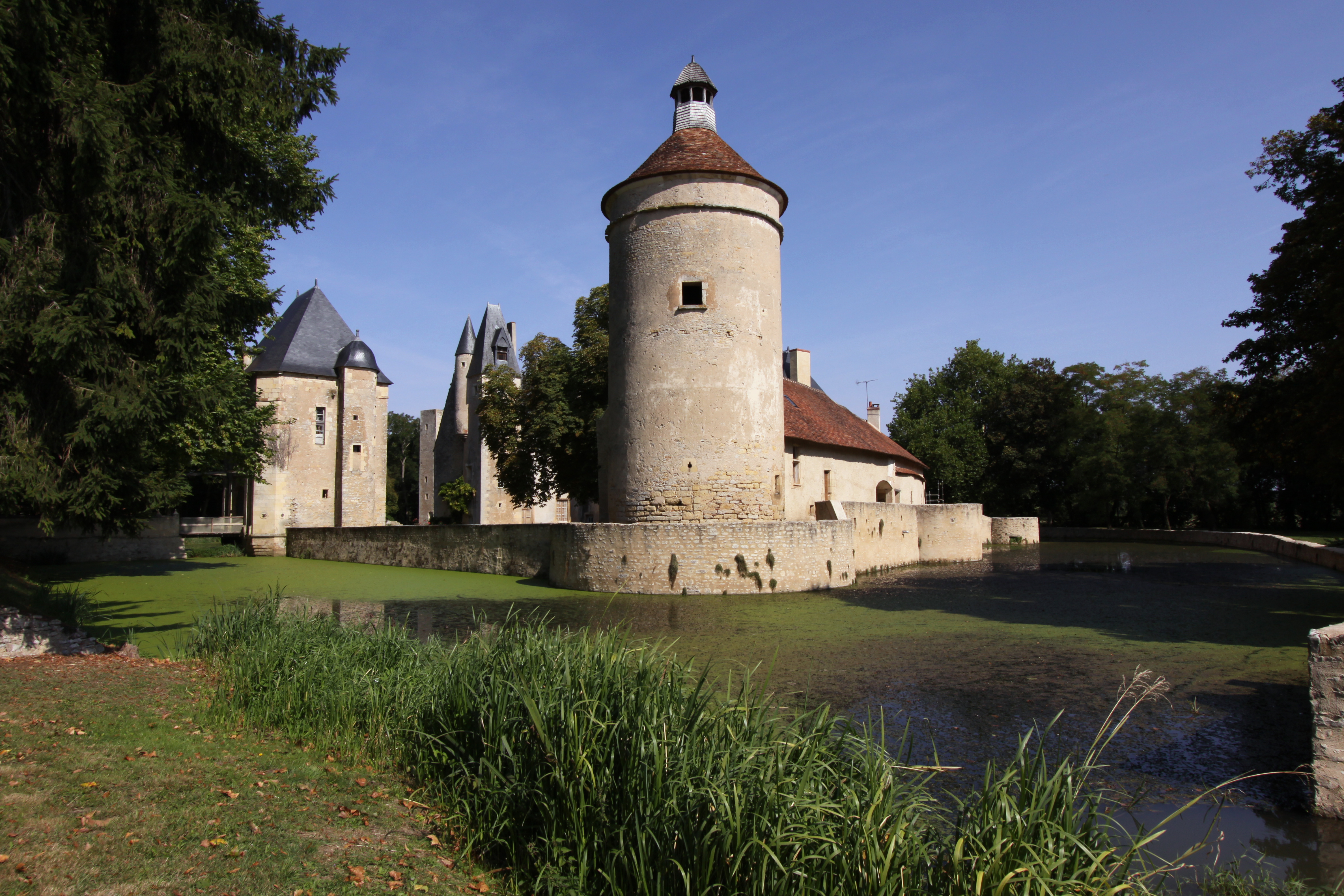
Torre de Barres
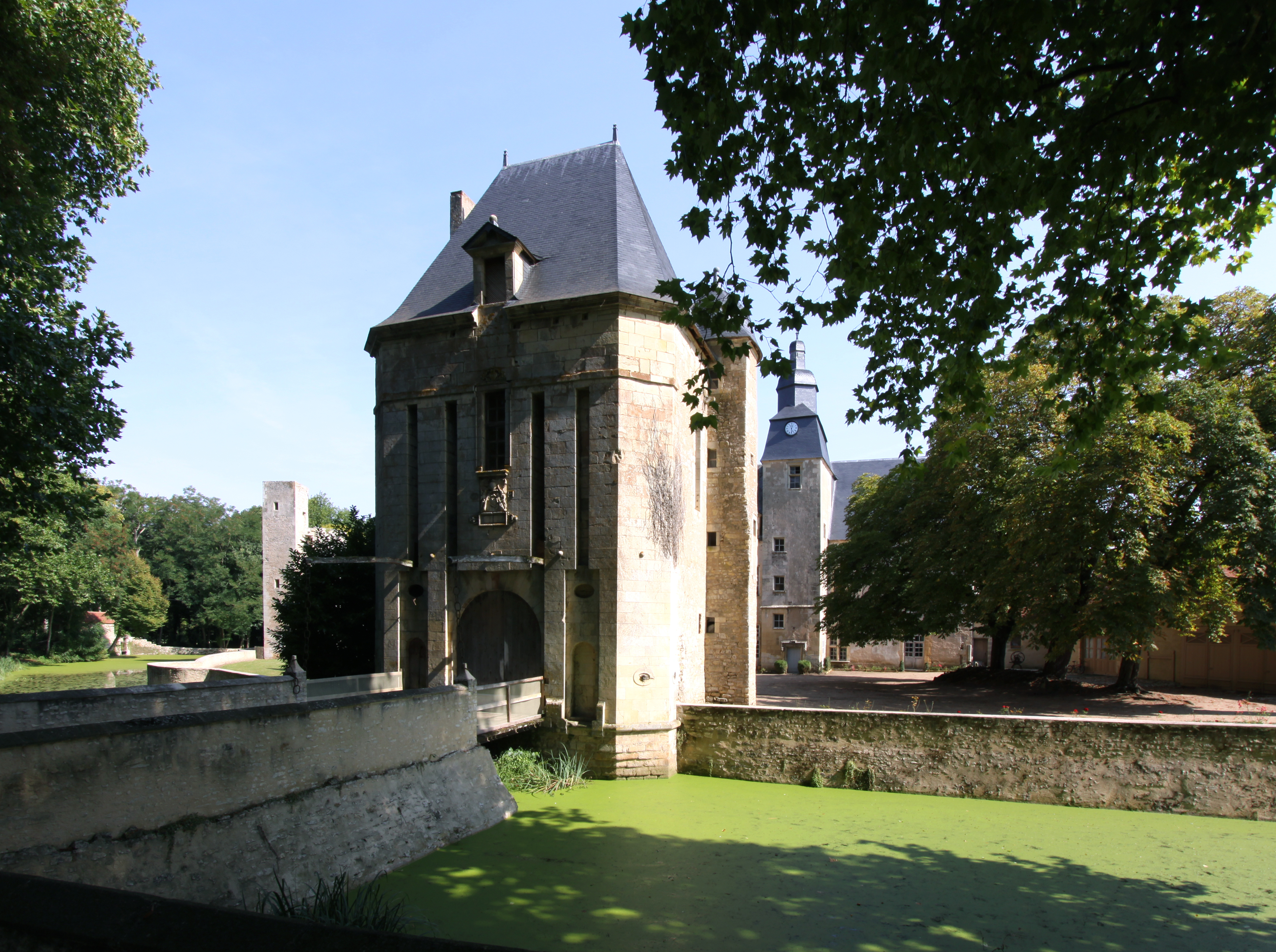
A ponte levadiça